# Chamber No. 9
Chamber No. 9 – czwarty album studyjny amerykańskiego rapera Inspectah Decka, wydany 12 lipca 2019 roku nakładem jego własnej wytwórni Urban Icon Records. Album został w całości wyprodukowany przez Danny’ego Caiazzo i Booa Bundy’ego, a gościnnie na płycie pojawili się między innymi Cappadonna i Street Life.

## Lista utworów
| Nr  | Tytuł utworu                                    | Producent     | Długość |
| --- | ----------------------------------------------- | ------------- | ------- |
| 1.  | „Shaolin Rebel”                                 | Danny Caiazzo | 2:44    |
| 2.  | „No Good”                                       | Danny Caiazzo | 2:56    |
| 3.  | „Russel Jones”                                  | Danny Caiazzo | 3:29    |
| 4.  | „Can't Stay Away”                               | Danny Caiazzo | 3:30    |
| 5.  | „Na Na Na”                                      | Danny Caiazzo | 3:28    |
| 6.  | „Chamber No. 9”                                 | Danny Caiazzo | 2:33    |
| 7.  | „Certified”                                     | Danny Caiazzo | 2:28    |
| 8.  | „24K” (gościnnie Cappadonna i Hellfire)         | Boo Bundy     | 3:12    |
| 9.  | „What It Be Like”                               | Boo Bundy     | 3:24    |
| 10. | „Game Don´t Change”                             | Boo Bundy     | 3:00    |
| 11. | „Dolla Signs” (gościnnie Mz. Gemini)            | Danny Caiazzo | 3:08    |
| 12. | „Who Run It” (gościnnie Hellfire i Street Life) | Danny Caiazzo | 4:01    |
| 13. | „Fire” (gościnnie Trife)                        | Danny Caiazzo | 2:40    |
| 14. | „Brothers Keeper”                               | Boo Bundy     | 3:22    |
|     |                                                 |               | 43:55   |